# جيمس مينا
جيمس مينا (بالإنجليزية: James Meena)‏ هو مدير موسيقي أمريكي، ولد في 1951 في كليفلاند في الولايات المتحدة.